# Trường trung học La San Taberd
Trường La San Taberd là một trường học tại Sài Gòn, được thành lập từ thời Pháp thuộc, hoạt động từ năm 1873 đến năm 1975. Trường này vốn là sản nghiệp riêng của Hội truyền giáo Công giáo, có công và thanh danh lớn trong việc đào tạo nhân tài trong xứ thời bấy giờ.

## Lịch sử
Khoảng cuối năm 1865 có sáu sư huynh dòng La San (một dòng tu Công giáo với mục đích giáo dục cho trẻ em nghèo) rời Toulon, Pháp sang Việt Nam. Khi đến Sài Gòn vào đầu năm 1866 các sư huynh tham gia quản giáo trường Trung học Adran (Collège d'Adran) vốn đã được các linh mục thuộc Hội Thừa sai Paris mở ở Sài Gòn từ năm 1861. Vì có tiếng dạy giỏi, các sư huynh được nhiều nơi như Chợ Lớn, Mỹ Tho lần lượt xin mở trường vào năm 1867, rồi đến Vĩnh Long và Sóc Trăng, vào năm 1869. Nhưng đến năm 1879, chính quyền ở Pháp thay đổi chính sách, ngưng cấp học bổng và không tài trợ nữa. Trường Adran buộc phải đóng cửa vào khoảng năm 1887.
Vào năm 1873, Linh mục Kerlan (1844-1877) quyết định mở một trường nghĩa thục dạy các trẻ bị bỏ rơi, trong số đó có nhiều trẻ em lai. Trường được gọi theo tên của Jean-Louis Taberd, Giám mục địa phận Nam Kỳ từ 1830 đến 1840. Khi trường Adran đóng cửa, những học trò của trường này được đem gửi đến theo học trường Taberd. Do gặp khó khăn về tài chính, Linh mục Kerlan mời các sư huynh Dòng La San (Les frères des Ecoles Chrétiennes Jean Baptiste de La Salle) trở qua giúp ông. Năm 1889 có 9 sư huynh từ Marseille qua. Năm sau đó, các sư huynh tiếp nhận trường tư Taberd, lúc đó có khoảng 160 học sinh mà một nửa ở nội trú. Số học trò theo học tăng nhanh, nên năm 1891 có thêm 5 sư huynh theo qua, mở thêm một trường nghĩa thục nằm ngay cạnh trường Taberd. Các sư huynh lại mở thêm một chi nhánh ở Vũng Tàu và sau này ở nhiều nơi khác. Do sự sắp xếp của Linh mục Kerlan, Hội Thừa sai gánh chịu trách nhiệm tài chánh đối với những trường do các sư huynh điều hành và giảng dạy. Năm 1897, trường Taberd được mở rộng thêm.
Vào niên khóa 1973-1974, trường có 115 lớp và 7464 học sinh từ lớp 2 đến lớp 12 (bao gồm các cấp tương đương tiểu học, trung học cơ sở và phổ thông hiện nay).

## Hoạt động
Trường được điều hành bởi các sư huynh Dòng La San và áp dụng các lý thuyết của thánh Gioan La San (Jean-Baptiste de la Salle) đặt ra, là chú trọng đến việc giáo dục phát triển các phần: Trí dục, đức dục và thể dục. Trong trường có sân bóng chuyền và bóng rổ, cùng các bàn bóng bàn trong phòng thể thao để học sinh tập luyện. Nhờ đó, sau này, từ nơi đây đã gây niềm hứng thú thể thao và góp phần tạo dựng các vận động viên danh tiếng sau này như Lê Văn Tiết, Trần Cảnh Được....
Ngoài ra, trường còn chú ý hướng dẫn học sinh làm việc thiện và hiểu biết đời sống người nghèo. Trong những năm đầu thập niên 1970, học sinh Taberd các lớp 9 và 10 hàng tuần được hướng dẫn đi thăm viếng các khu lao động nghèo, hớt tóc cho các em nhỏ và phát thuốc cho những người đến khám bệnh ở những trạm chẩn bệnh miễn phí, theo toa các bác sĩ và các sinh viên y khoa. Học sinh cũng được dạy học thêm nghề như như chụp hình, rửa ảnh, sửa radio...
Sau năm 1975, tất cả các trường La San bị nhà nước thu lại. Trường La San Taberd bị đóng cửa năm 1976, sau đó cơ sở trường được dùng làm trường Trung học Sư phạm và sau đó là trường Trung học Phổ thông Chuyên Trần Đại Nghĩa.

## Vị trí
Trường tọa lạc ở số 53 đường Nguyễn Du, Sài Gòn, gần góc đường Tự Do. Ngoài trường La San Taberd tại Sài Gòn, còn có các phân hiệu trường Taberd tại những nơi khác, như tại Mỹ Tho, Vũng Tàu,...